# Centaurea heywoodiana
Centaurea heywoodiana — вид квіткових рослин айстрових (Asteraceae). Ендемік Італії.

## Морфологічна характеристика
Багаторічна трав'яниста рослина, кущиста, (20)25–45(50) см заввишки. Стебла похилі, гіллясті й особливо роздвоєні на кінцівках. Листки сизувато-зелені; прикореневі листки перисторозсічені 7–10 см, з видовжено-ланцетними сегментами; стеблові листки від перистороздільних до стрижених і поступово зменшуються (1,2–2 см); верхівкові листки лінійно-ланцетні (0,5)0,6-1(1,2) см. Квіткові голови поодинокі; обгортка яйцеподібна (0,7)0,8–1(1,1) см у діаметрі. Квіточки пурпурові. Сім'янки буруваті, голі, 3-3,5 мм, злегка реберчасті, поздовжньо-смугасті; чубчик довжиною 1/3 сім'янки.